# Echidna delicatula
Echidna delicatula es una especie de pez de la familia de los morénidas en el orden de los Anguilliformes.

## Morfología
Los machos pueden llegar a alcanzar los 65 cm de longitud total.

## Distribución geográfica
Se encuentra desde Sri Lanka hasta Samoa y el sur del Japón.